# アメリカ合衆国移民・関税執行局
アメリカ合衆国移民・関税執行局（アメリカがっしゅうこくいみん・かんぜいしっこうきょく、英語: United States Immigration and Customs Enforcement、略称：ICE（アイス））は、アメリカ合衆国の移民法及び関税法を執行し、アメリカ合衆国内の多国籍組織及び外国人の犯罪およびテロ行為を調査することを目的としたアメリカ合衆国連邦政府の国土安全保障省（DHS）に属する機関である。旧・アメリカ合衆国移民帰化局（INS）。日本国内の報道等では、移民税関捜査局と呼称されることもある。

## 概要
ICEは400を超える連邦法の下に執行を行ない、入国管理の執行、テロの防止、人と物の違法な移動との闘いに焦点を当てている。仕事の内容は、アメリカ合衆国の安全に関する捜査（Homeland Security Investigations、HSI）および執行・排除活動（Enforcement and Removal、ERO）に集約される（移民および帰化業務を担当するのは市民権・移民局（CIS））。
ICEはアメリカ合衆国の大使館などの海外代表部に置くアタッシェ（Attaché）と連絡を密にしている。ICEは国境を巡回する訳ではなく、それはICEの姉妹機関に当たる同省の税関・国境警備局が担当している。

## 歴史
アメリカ合衆国移民・関税執行局は、2001年9月11日のアメリカ同時多発テロ事件を受けて、翌年の2002年に成立した国土安全保障法に基づき2002年11月に国土安全保障省が成立し、さらに2003年3月1日に機構の再編成により捜査関係を集約して成立した。

### おとり捜査
移民・関税執行局は、不法入国、不法滞在者をあぶり出すおとり捜査も行う。例として、実在しない架空の大学「ファーミントン大学」のホームページを作成し、2019年までに同大学への入学を口実にビザを取得、アメリカ国内に滞在した外国人、ブローカーら約250人を逮捕する極めて大掛かりな捜査を行ったことがある。

## ギャラリー

アメリカ合衆国移民・関税執行局ICEの本部（ワシントンD.C.）